# 1934년 2월 6일 위기

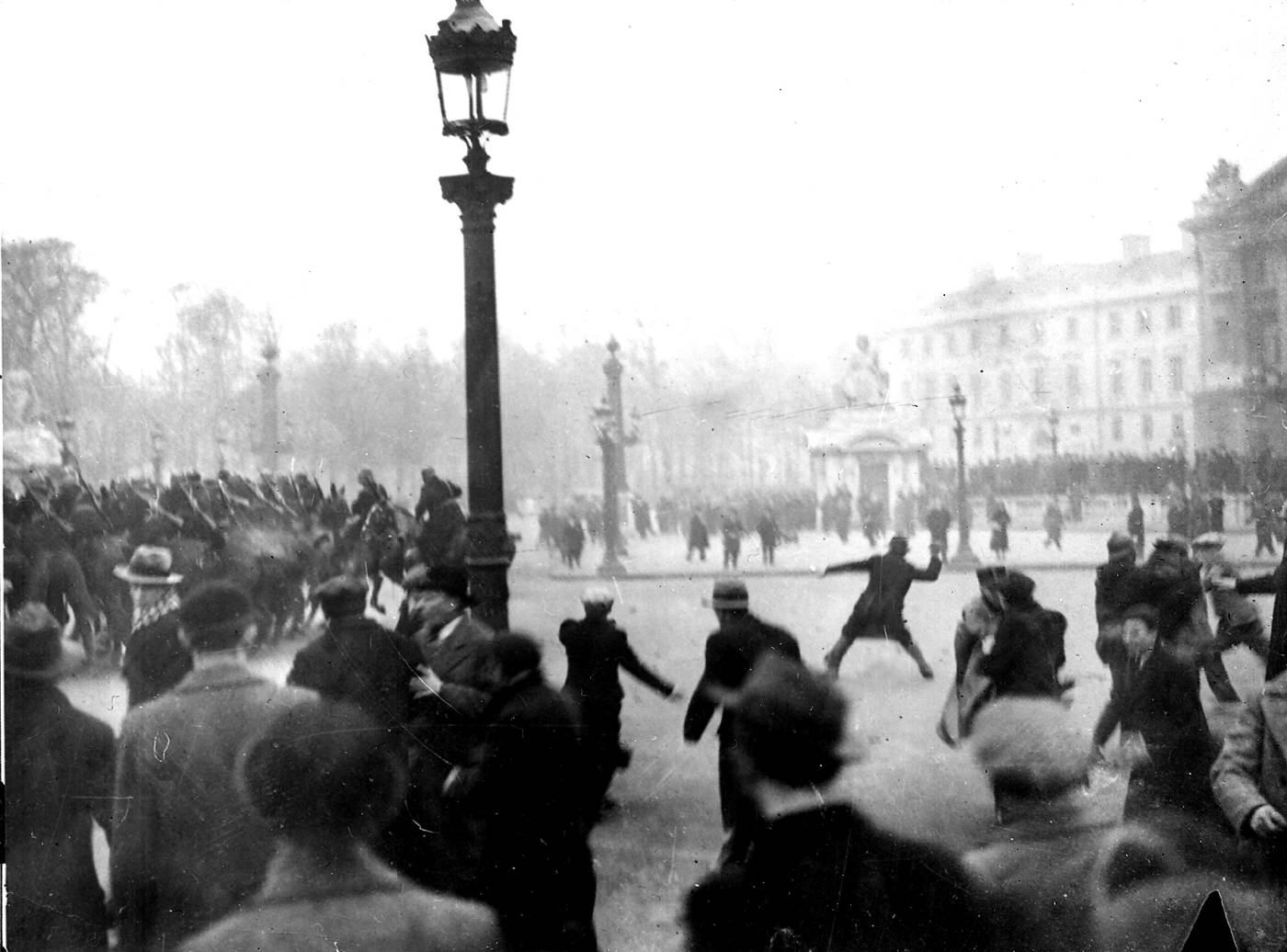
콩코르드 광장에서 기마경찰과 교전하는 폭도들.

1934년 2월 6일 위기(프랑스어: Crise du 6 février 1934)는 1934년 2월 6일 프랑스 국민회의 의사당이 있는 파리 콩코르드 광장에서 다수의 극우동맹들이 조직한 가두시위가 폭동으로 발전한 사태였다. 경찰이 발포해서 시위자 15명이 숨졌다. 프랑스 제3공화국의 주요 정치위기 중 하나였다. 좌익 성향의 프랑스인들은 이것을 파시스트 쿠데타 미수 사건으로 보고 공포에 떨었다. 그러나 오늘날 역사학자들은 이 사건에 참여한 극우동맹들 사이에 권력을 장악할 능력이나, 통일된 목표의식이 결여되어 있었다고 평가하고 있다.
이 사건의 결과 다수의 반파시즘 조직들이 결성되는 한편, 당시 각료평의회 의장(총리) 에두아르 달라디에가 사임했다. 달라디에는 같은 해 1월 27일 부패 혐의로 고발된 카미유 쇼탕을 대체해 총리가 되었으나 열흘만에 낙마하게 되었다. 후임 정부수반은 보수 성향의 가스통 두메르그가 취임했다. 이것은 프랑스 제3공화국 내각이 장외 압박으로 실각한 최초의 사례였다.

## 같이 보기
- 극우동맹
- 프랑스 제3공화국
- 2021년 미국 국회의사당 습격